# 全融
全融（ぜんゆう、俗名：蒲池 鎮種（かまち しげたね、諱の表記は鎮胤とも））は、安土桃山時代から江戸時代前期にかけての僧。蒲池氏菩提寺の西念寺を開く。『西念寺縁起』や同寺伝来の『蒲池系図』によると蒲池氏庶流（上蒲池）の蒲池鑑広の三男。俗名の｢鎮｣の字は大友義鎮（宗麟）から賜ったものと思われる。

## 略歴
龍造寺氏が筑後国に侵攻した時、大友氏幕下の蒲池鑑広は天然の要害ともいえる山下城に籠もり徹底的な抗戦を展開した。しかし、耳川の戦いの敗北後の大友氏には蒲池鑑広を支援する力はなく、鑑広は龍造寺氏と講和する。この時に、龍造寺氏への人質とされたのが幼名を源十郎という鎮種だった。その後、蒲池氏と龍造寺氏が再び戦いに及んだ時、龍造寺隆信は鎮種の磔を命じたが、萬寿寺の大雄禅師の計らいで鎮種は肥前を脱出する。筑後に戻り、しばらくして大雄禅士が肥前を追放されたことを知り、崇久寺で剃髪する。その後、天正17年（1589年）に京都に上り、比叡山延暦寺で7年間修行した後、鎌倉の建長寺に寓居。京都に戻り、浄土真宗の光壽尊人に謁して真門に入り、全融と名を改める。
慶長3年（1598年）に筑後に戻り、蒲池氏分流（上蒲池）の家老の矢加部国広が預かっていた川瀬の館に居住。蒲池氏分流3代である兄の蒲池鎮運（しげはる）と寺の建立を話し合うが、関ヶ原の戦いにて鎮運は、石田三成の西軍側にあって敗れたため宿願は果たせないままになった。元和元年（1615年）、溝口館を守っていた家臣の横溝一族の助力を得て、翌年、西念寺は落成。全融を開基とし、蒲池一族の菩提寺となる。